# 淡水風景
《淡水風景》是臺灣畫家陳澄波在1935年期間所完成的油畫作品，該作品內容主要描繪淡水鎮的特殊風貌，原件現屬國立臺灣美術館收藏。並被登錄為中華民國重要古物。

## 歷史
1933年，陳澄波返回臺灣，與楊三郎、李石樵、顏水龍、李梅樹等8位畫家合組「臺陽美術協會」，並致力於將臺灣各地名勝畫入畫布中，其中《淡水夕照》則是此階段所繪製之《淡水系列》作品之一，因應美術協會成立，陳澄波多次北上與楊三郎等人進行討論，並趁空閒時和相約前往淡水寫生，在1935至1936年期間舉辦的臺展期間，陳澄波也分別以淡水風景畫作作為主題參展。1936年，《淡水風景》於臺北市臺灣教育會館舉辦之第二回臺陽美術展首度展出。
2015年5月7日，《淡水風景》與《嘉義遊園地》被文化部文化資產局登錄為中華民國重要古物。
2018年，陳澄波文化基金會與新北市文化局合作下，由淡水區公所在淡水禮拜堂前舉辦「陳澄波戶外美術館」揭牌典禮，展示《淡水風景》複製品等12幅畫作的陳列。2019年，臺美館使用《淡水風景》裝設畫作立體觸摸輔具，以提供視障者解讀及觀賞。

### 評價
臺灣畫家蔣勳曾評言：
|  | ……此幅以山水為背景，勾劃出河港城鎮閩南式的聚落房舍。畫家濃郁的土地情感、對生活的熱烈關懷，山巒起伏，白雲悠悠，是淡水風景，也是畫家最申的心事。 |

## 作品內容
《淡水風景》是陳澄波淡水系列中最具代表性之件品，主要呈現著當時淡水西側方向景觀，全圖以俯視遠望的視角描繪淡水景貌，該畫作主要繪製順著山形水勢而上之淡水鎮之房屋，村落後方山路由此轉向後方，與右後方淡水河相接。屋舍的土洋雜陳、色彩採用的紅綠並置，與構圖上的山水並陳形成對比的和諧。其畫面右側紅磚建築為淡水紅樓（今尚存），下側建築則為淡水木下靜涯舊居（今新北市歷史建築）、以及淡水白樓（已拆除）等代表性建築。

### 淡水風景（二）

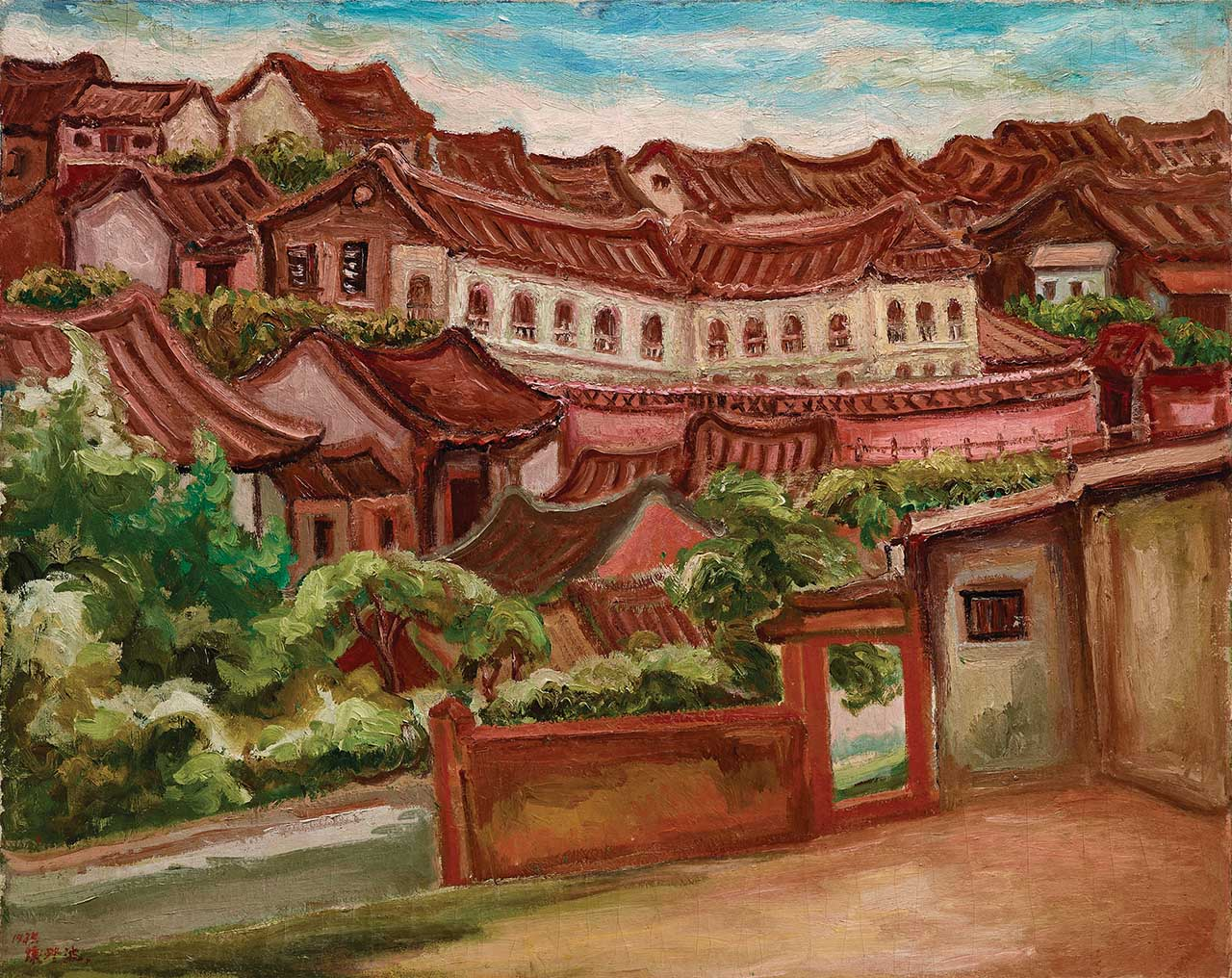
《淡水風景（二）》，1935年/ 畫布、油彩。現私人收藏

《淡水風景（二）》為與《淡水風景》同期繪製之作品，該繪畫尺寸約為72.5×91公分，現屬私人收藏。該幅畫作則是以白樓作為重心主題，2014年，《淡水風景（二）》出借於「陳澄波百二誕辰東亞巡迴大展」，於鄭成功文物館、國立故宮博物院等地區公開展覽。

## 外部連結
- 陳澄波 - 尊彩藝術中心 （页面存档备份，存于）
- 財團法人陳澄波文化基金會 （页面存档备份，存于）